# サンジュリー

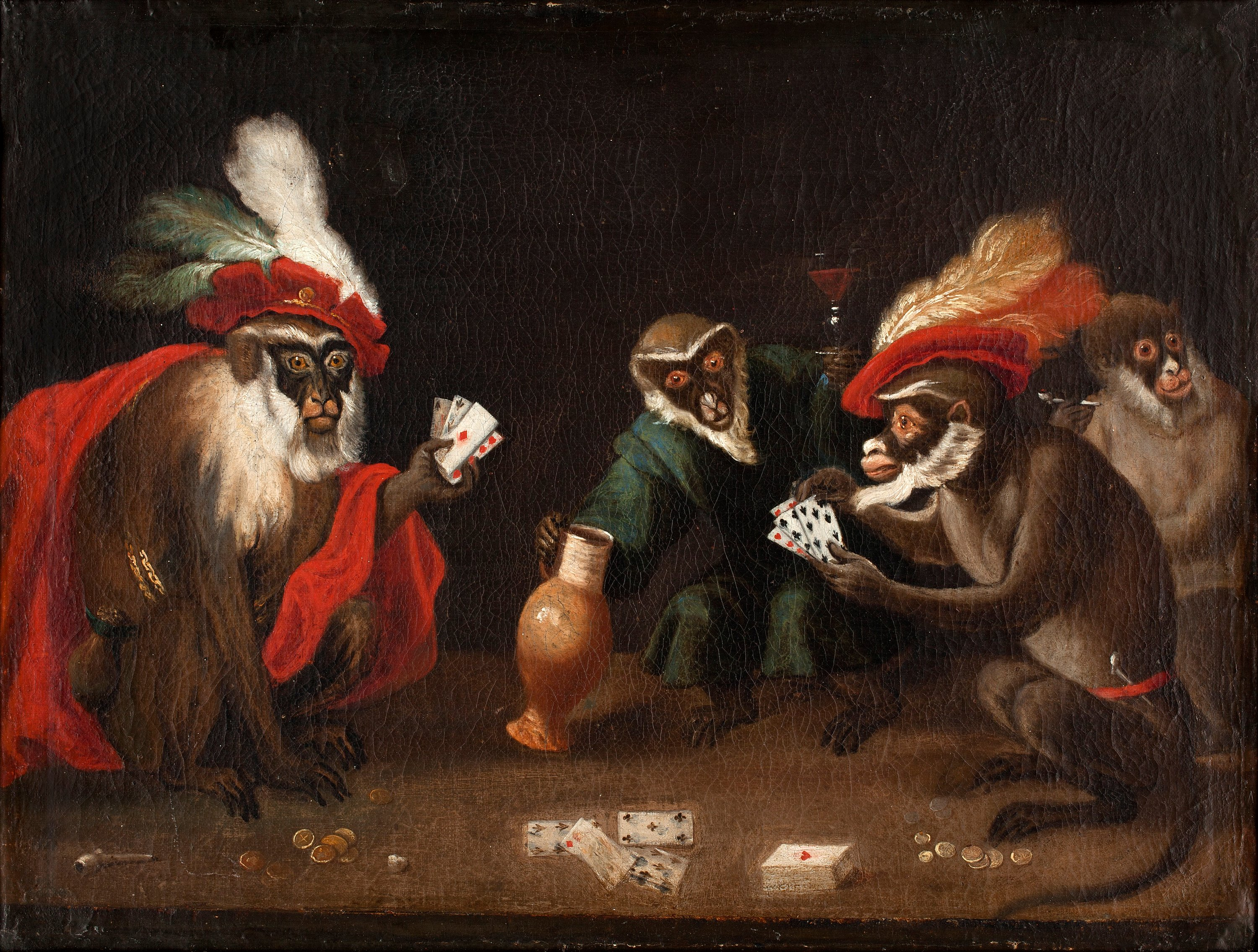
アブラハム・テニールス『カードをする猿』(17世紀半ば)

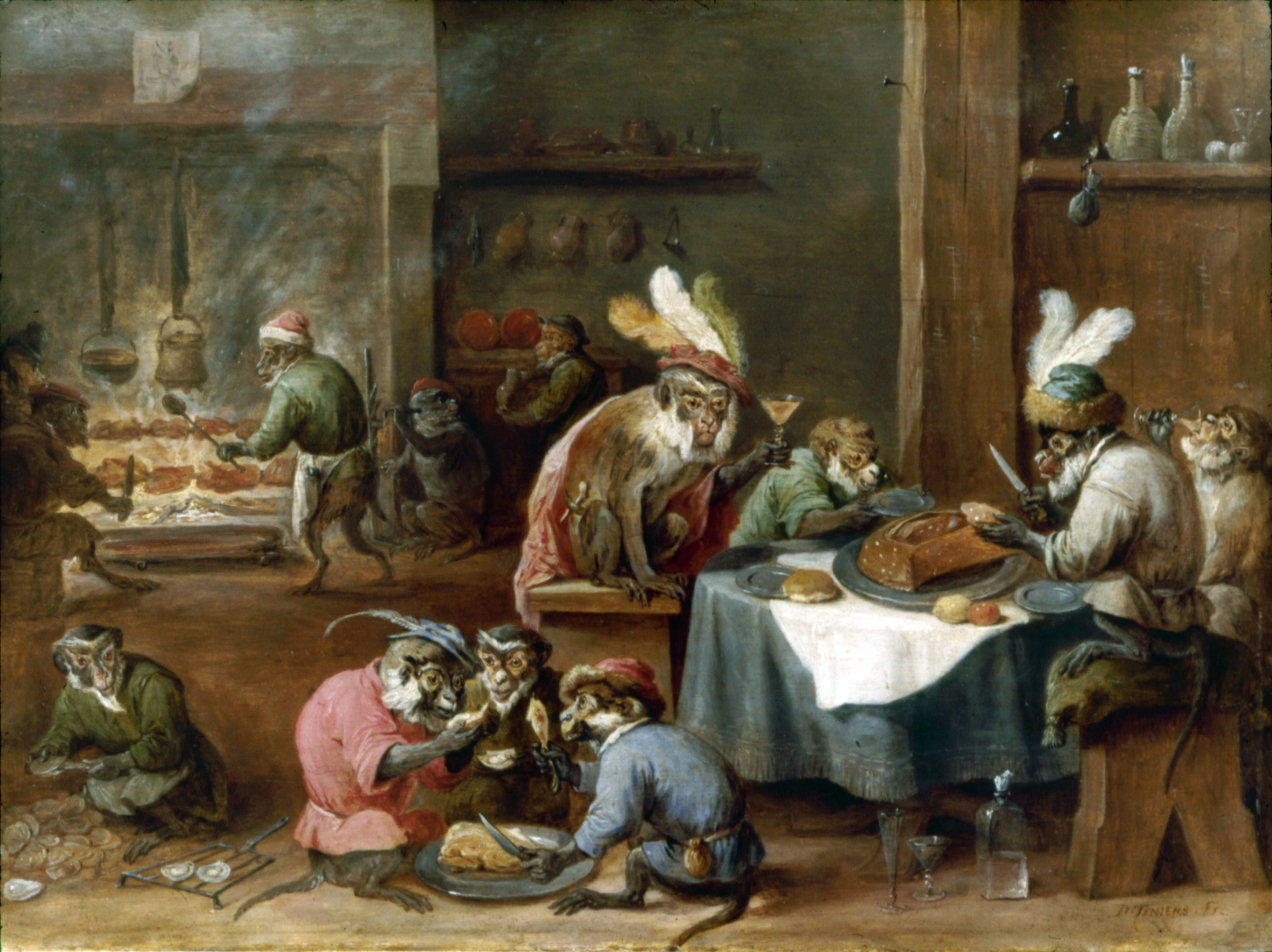
ダフィット・テニールス (子)『台所で食事をする猿』(17世紀半ば)

サンジュリー（仏: Singerie）とは、猿が人間の真似をする、つまり、文字通りの「猿真似」を描いた美術（絵画、装飾、陶磁器など）のこと。豪華に着飾って人間のふるまいを真似る猿たちを面白おかしく風刺として描くのが一般的。サンジュリーはフランス語で「真似」という意味。古くからあるが、18世紀のロココ期に頂点を極めた。

## 歴史
古代エジプトの時代には既に存在した。エジプト学者のシリル・オールドレッドはエジプト第18王朝後期の特徴として、猿への愛着を指摘している。

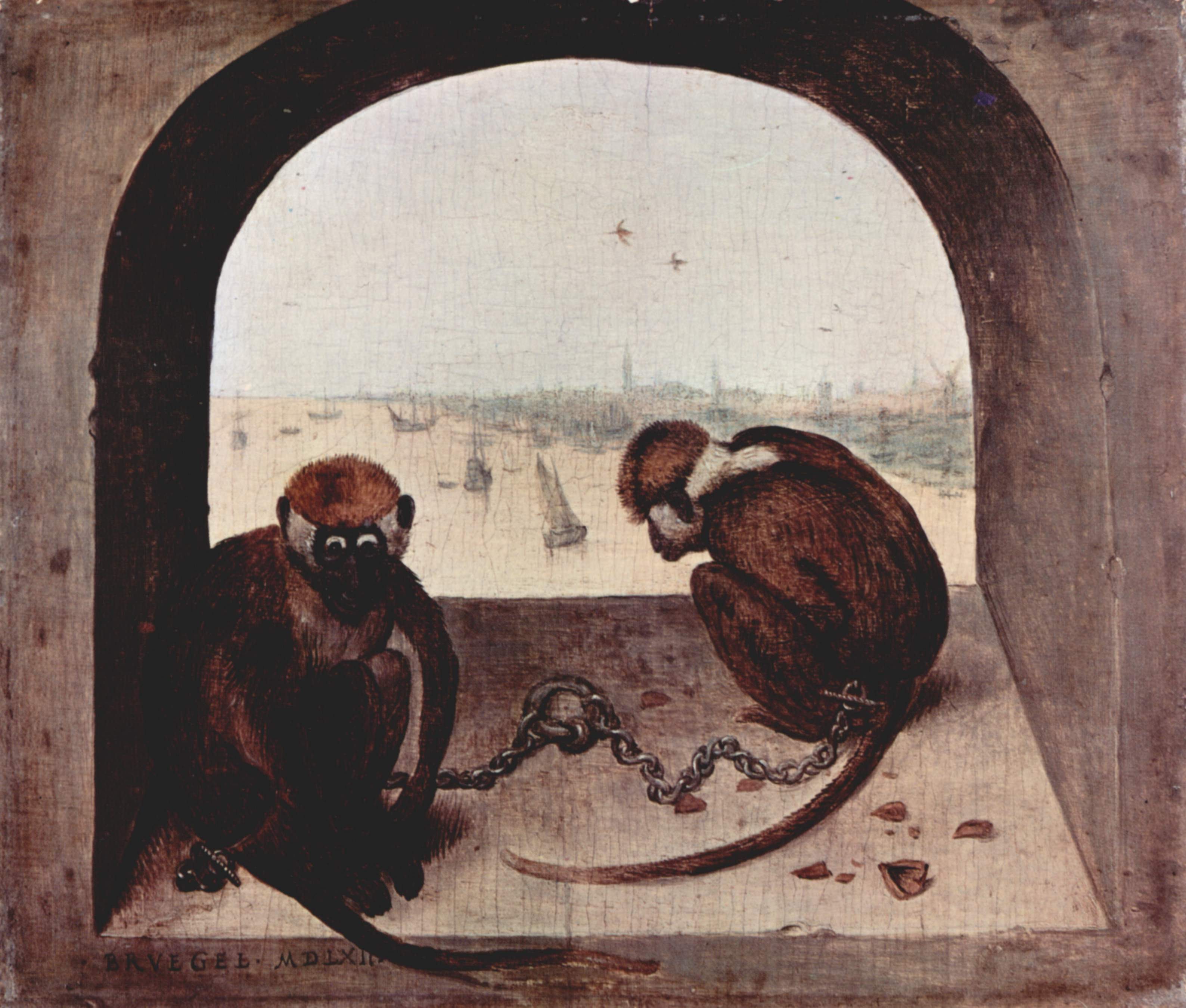
ピーテル・ブリューゲル(画)『二匹の猿』(1562)

ヨーロッパ中世になると、「堕ちた人間性のシンボル」として現れる。また、装飾写本の余白に人間の真似をする猿が描かれている。
猿に人間の服を着せ、人間のふるまいをさせる滑稽画は、フランドル絵画で生まれた。1562年にピーテル・ブリューゲルが『二匹の猿』という絵を描いたのをきっかけに、1575年頃、版画家のピーター・ヴァン・デル・ボルヒトが猿の絵をシリーズにして、これが大当たりした。以後、16世紀から17世紀にかけて、フランス・フランケン2世、ヤン・ブリューゲル (父)、ヤン・ブリューゲル (子)、セバスチャン・ヴランクス、ヤン・ファン・ケッセル (父)が同様の絵を描いた。さらに、ダフィット・テニールス (子)と弟のアブラハム・テニールスによりジャンルとして発展した。17世紀後半には、花の絵や静物画で有名なニコラエス・ヴァン・ヴェンデルまで猿の絵を描いている。
18世紀、猿の絵はフランスで人気となる。デザイナーのJean Bérain the Elderが壁の装飾に、家具職人のアンドレ・シャルル・ブールフランスが家具に、それぞれ服を着た猿を描き、アントワーヌ・ヴァトーは猿真似が癖になっている芸術と芸術家を茶化した『猿の彫刻家』という絵を描いた。
さらにサンジュリーはヨーロッパ中に広がる。ドイツのマイセンで作られた磁器「猿の楽隊」は大ヒットし、イングランドのチェルシー磁器工房などで真似された。
他には、フランスのシャンティイ城、イングランドのバークシャーのモンキー・アイランドにあるモンキー・アイランド・ホテルのモンキー・ルームの天井の猿の絵が有名である。
18世紀が人気のピークだったが、19世紀になっても、ベルギーのザカリー・ノテルマン、エマニュエル・ノテルマン、イングランドのエドウィン・ランドシーア、エドモンド・ブリストウ、フランスのアレクサンドル＝ガブリエル・ドゥカン、ドイツのパウル・フリードリヒ・マイヤーハイムらがサンジュリーを描いている。

## 作品例

アントワーヌ・ヴァトー『猿の彫刻家』(1710年頃、オルレアン美術館蔵)
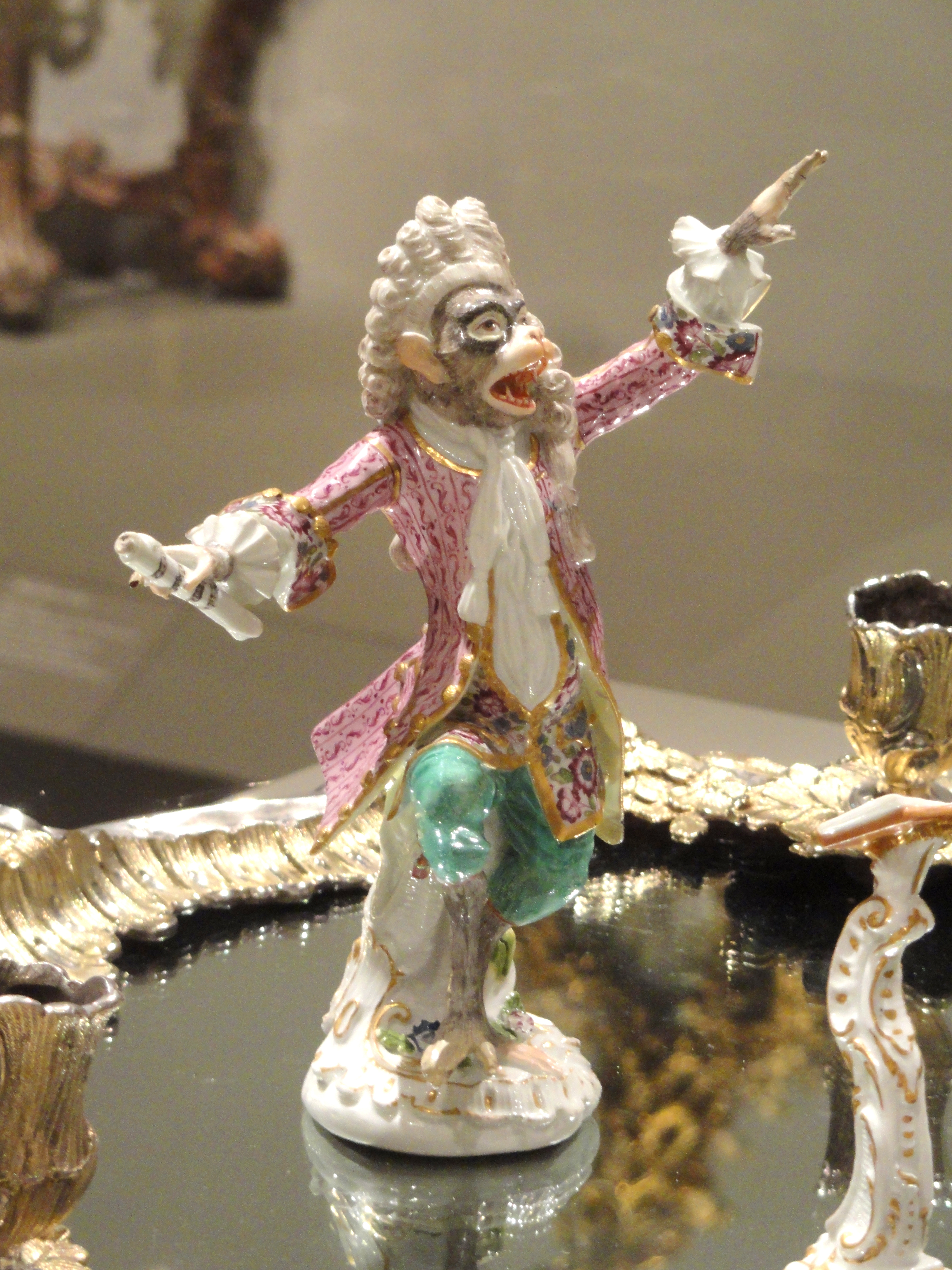
マイセン磁器『猿の楽隊』(1760年)
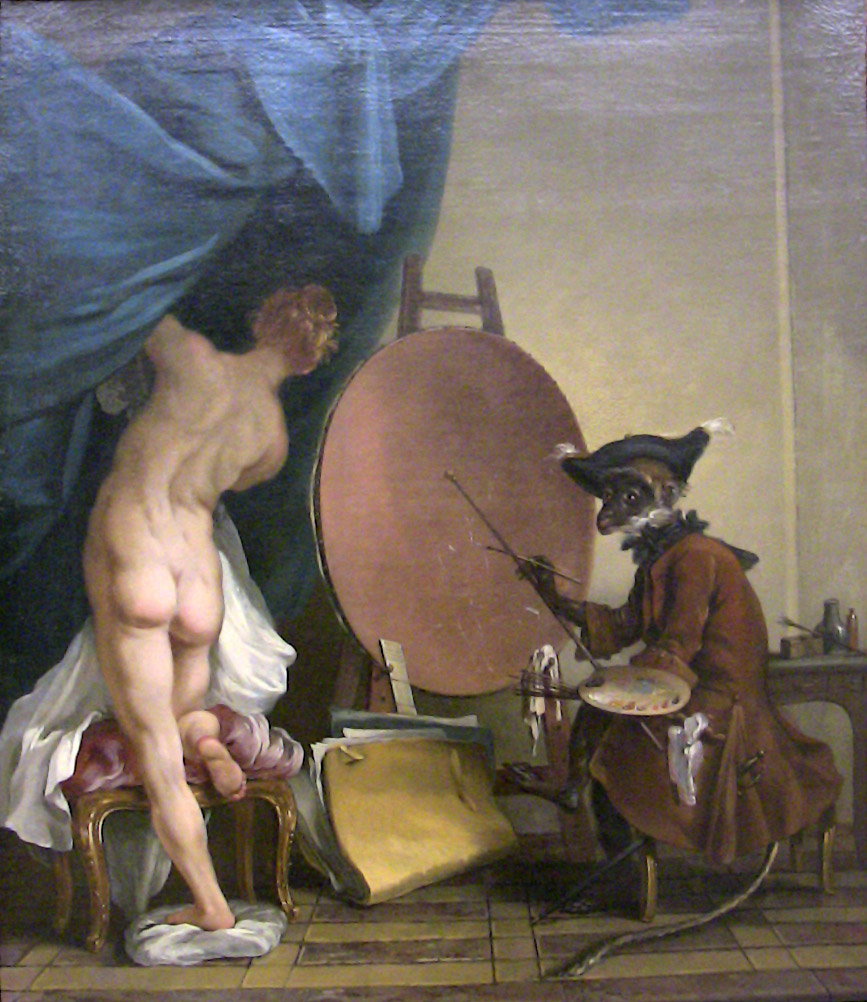
ジャン＝バティスト・デエ、「お猿の画家」(18世紀)
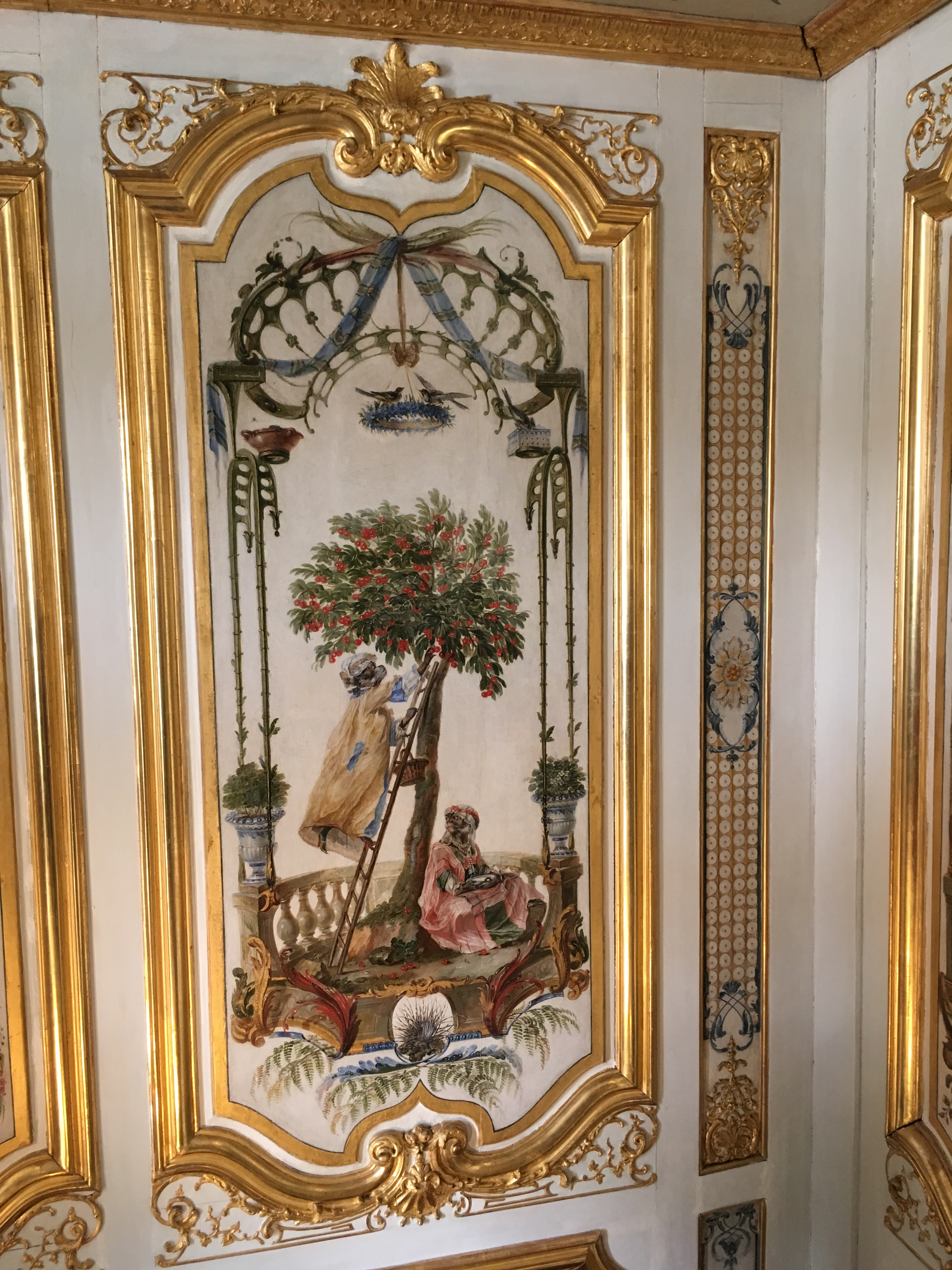
フランスのシャンティイ城の装飾『Petite Singerie』(2019年にMel22が撮影)
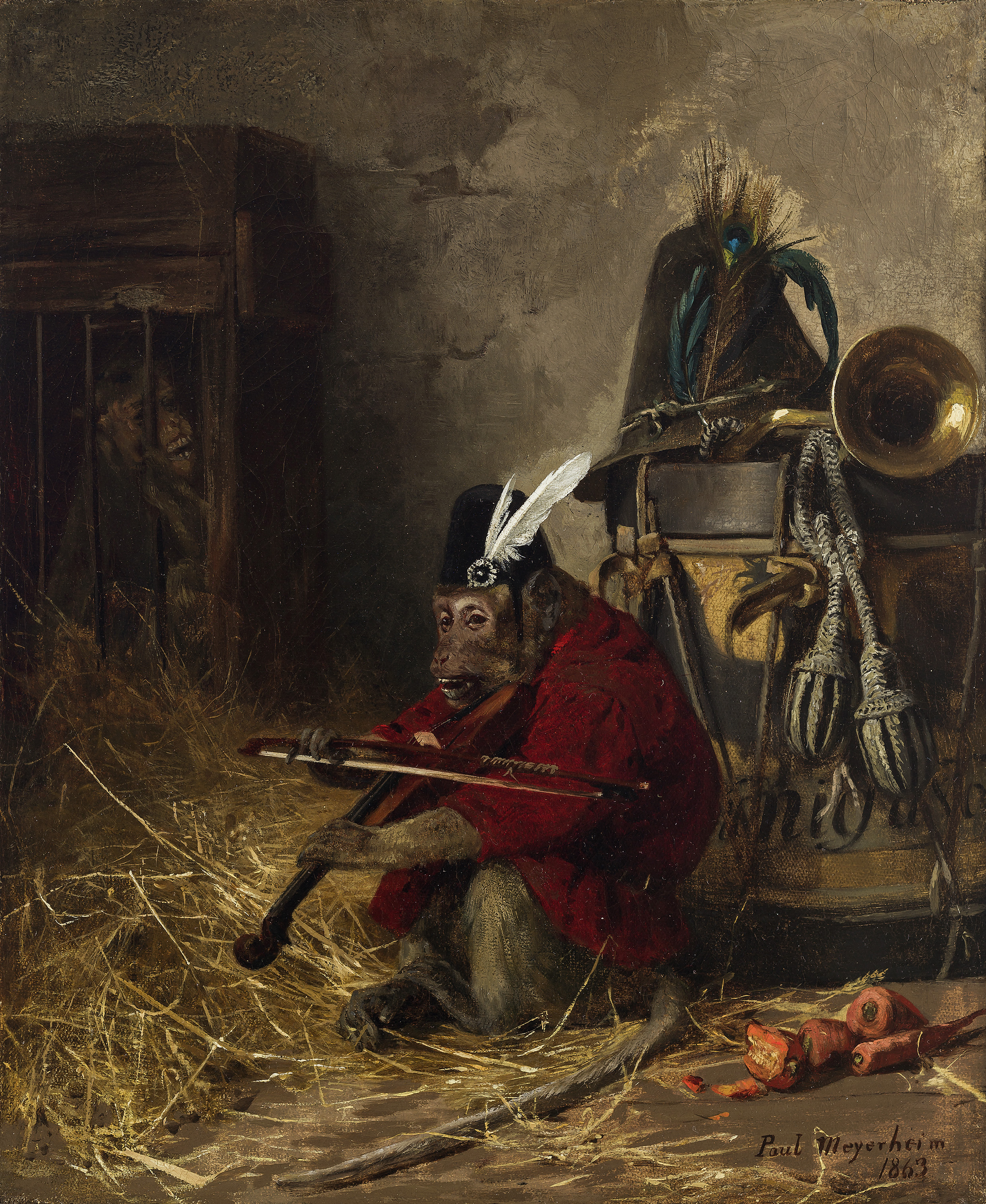
パウル・フリードリヒ・マイヤーハイム『バイオリンを弾くサル』(1863)
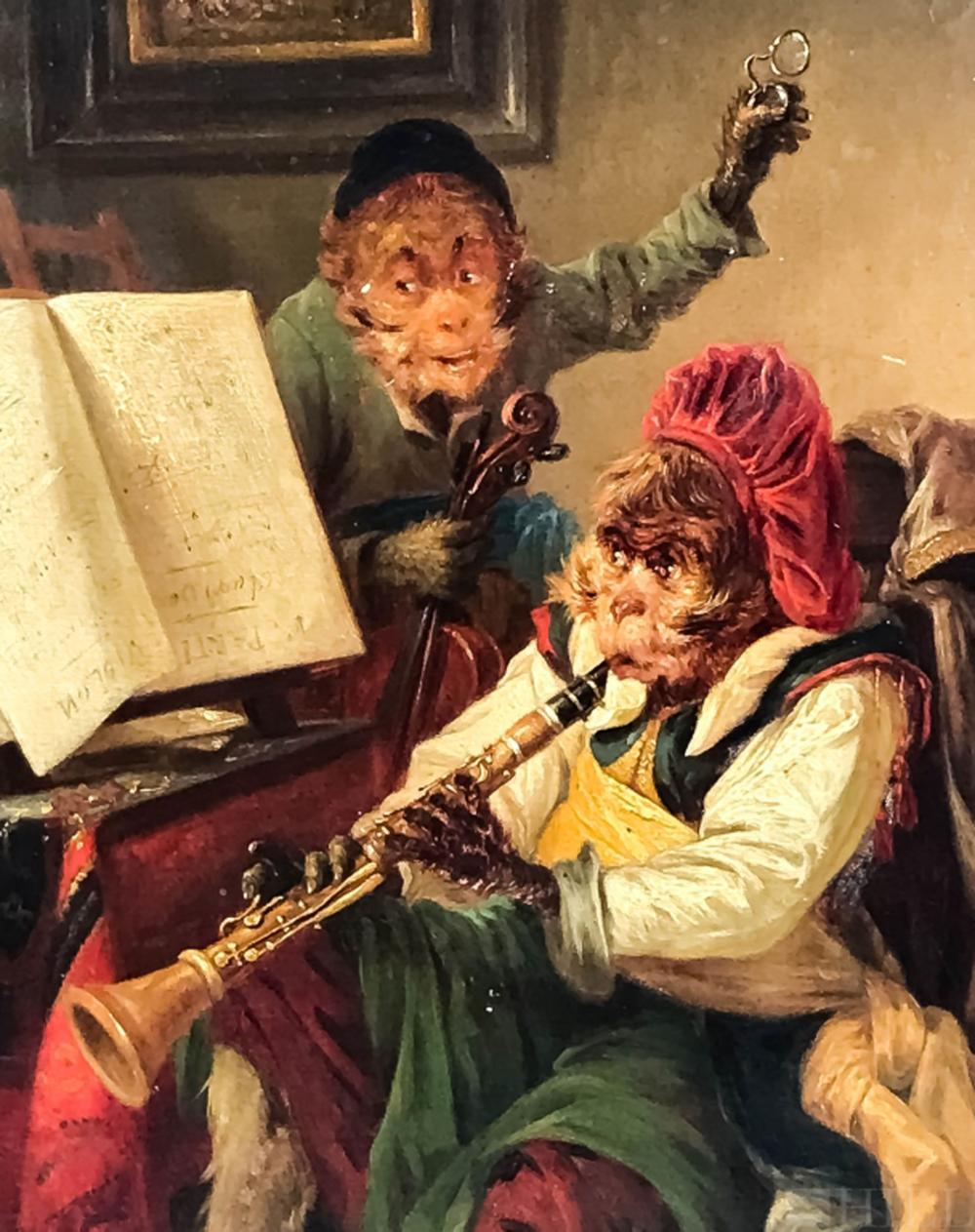
エマニュエル・ノテルマン「音楽を奏でる猿」(19世紀初め)
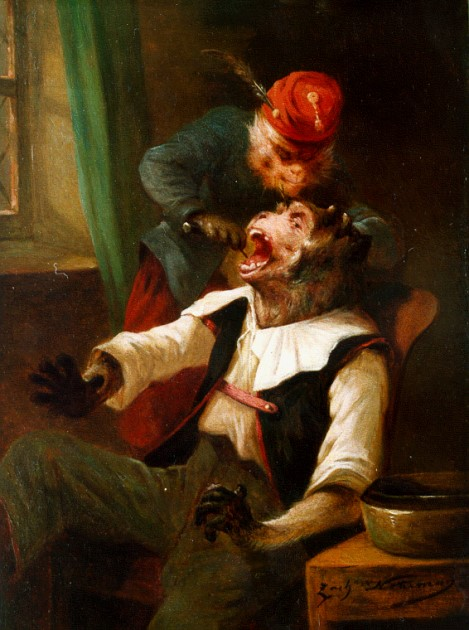
ザカリー・ノテルマン「猿の歯医者」(19世紀)
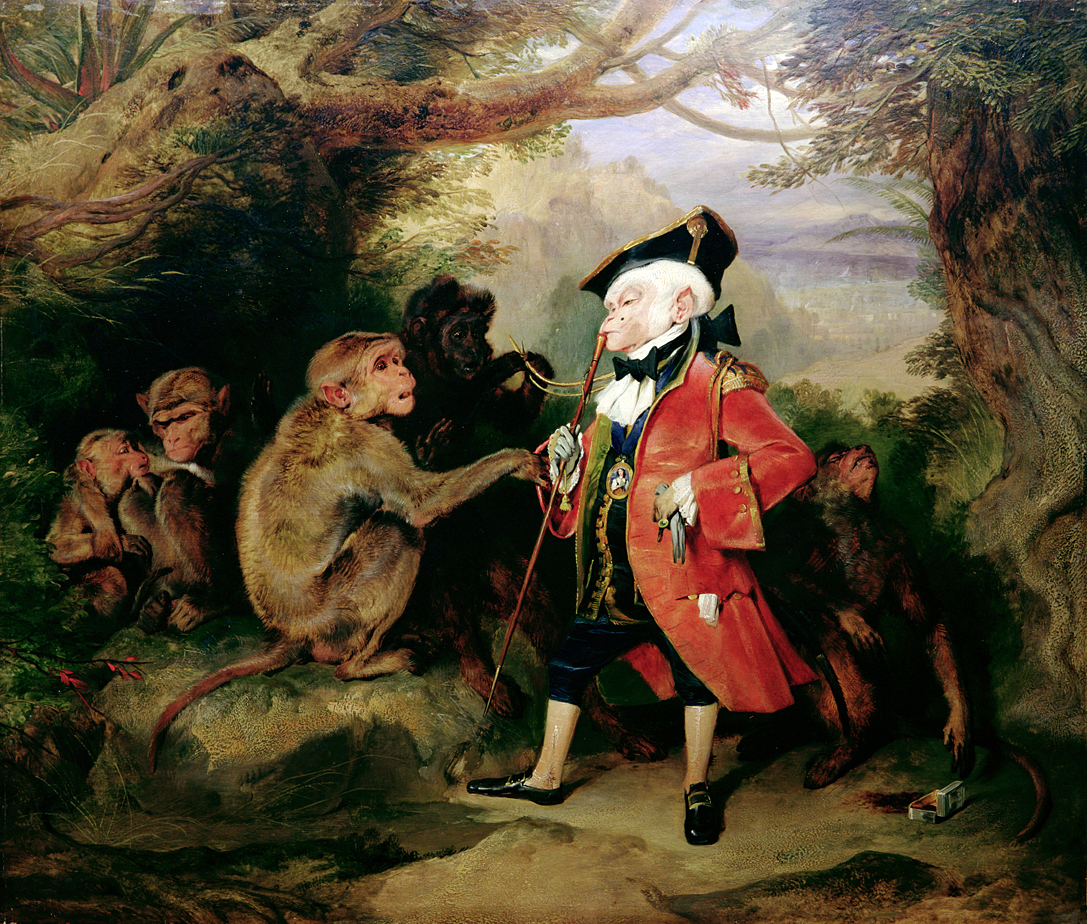
エドウィン・ランドシーア(1827)

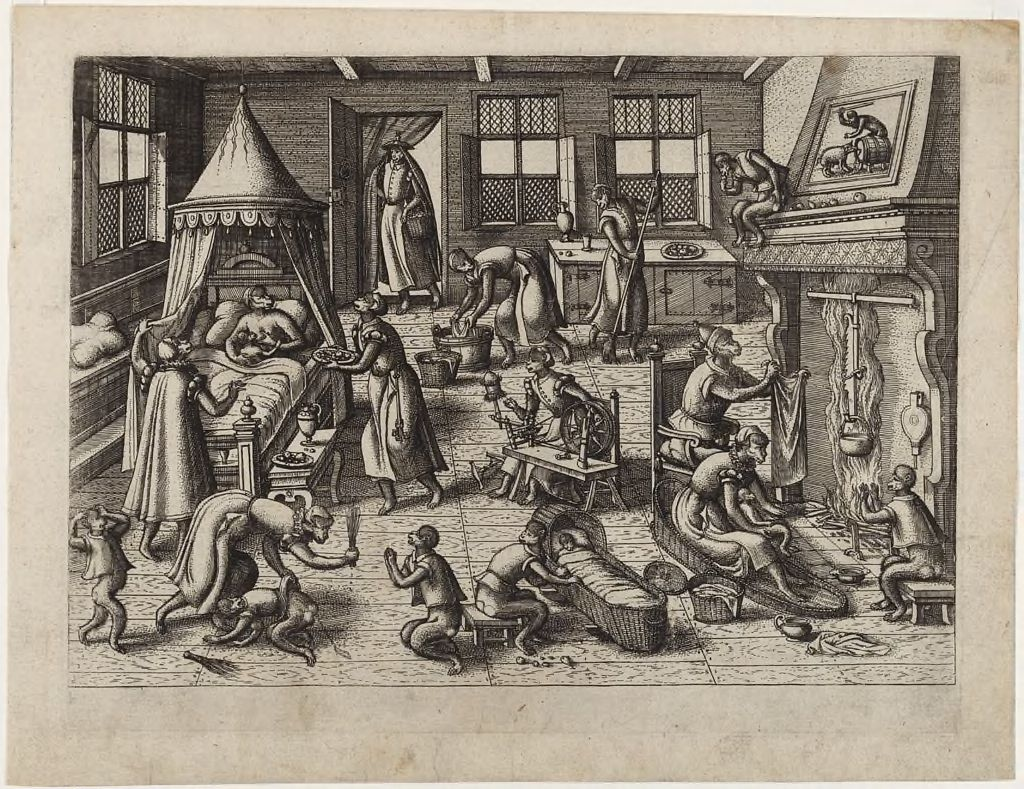
ピーター・ヴァン・デル・ボルヒト『育児室』(1585年頃、ハーバード美術館蔵)
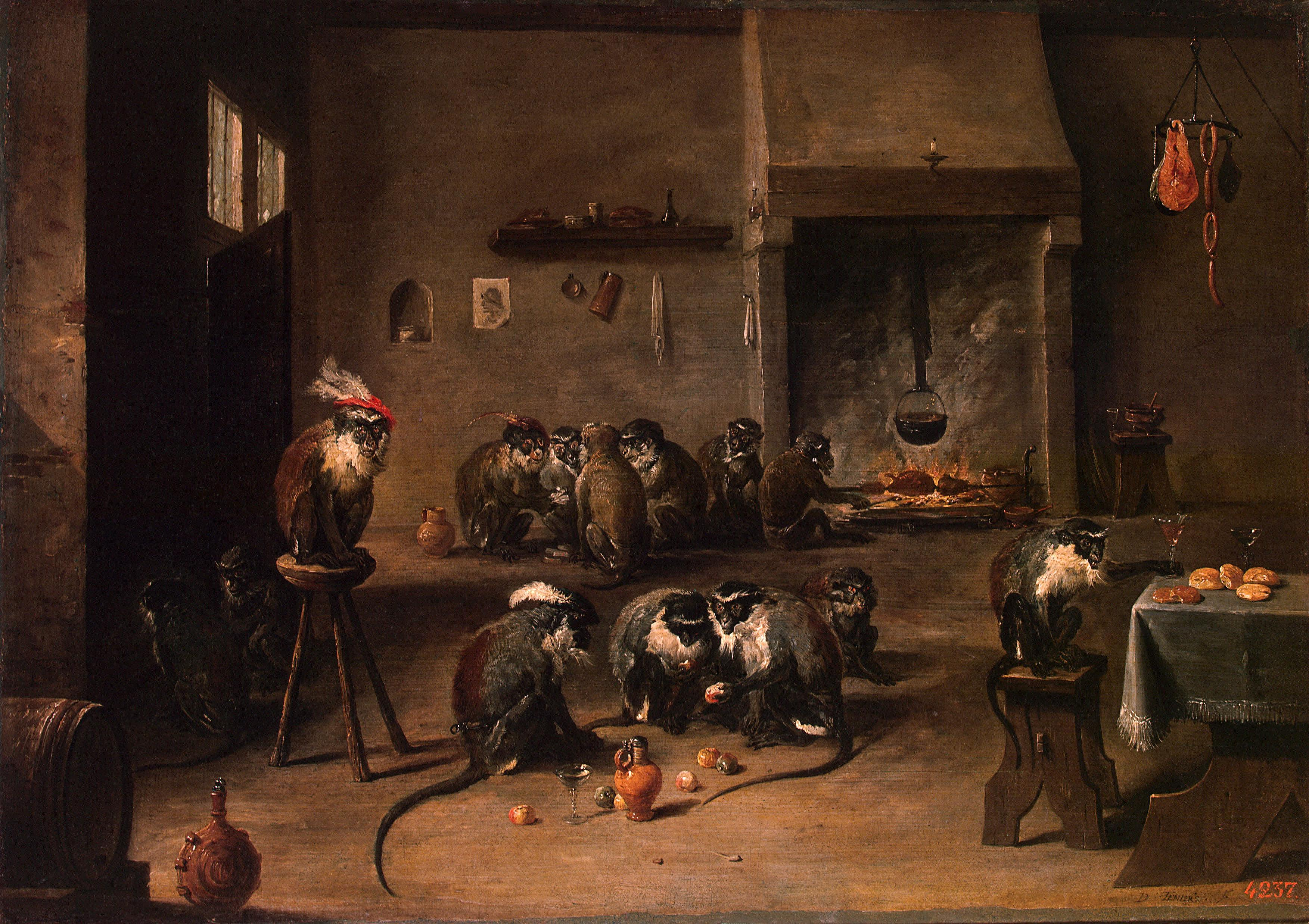
ダフィット・テニールス (子)『台所の猿たち』(1645年頃、油彩、エルミタージュ美術館蔵)
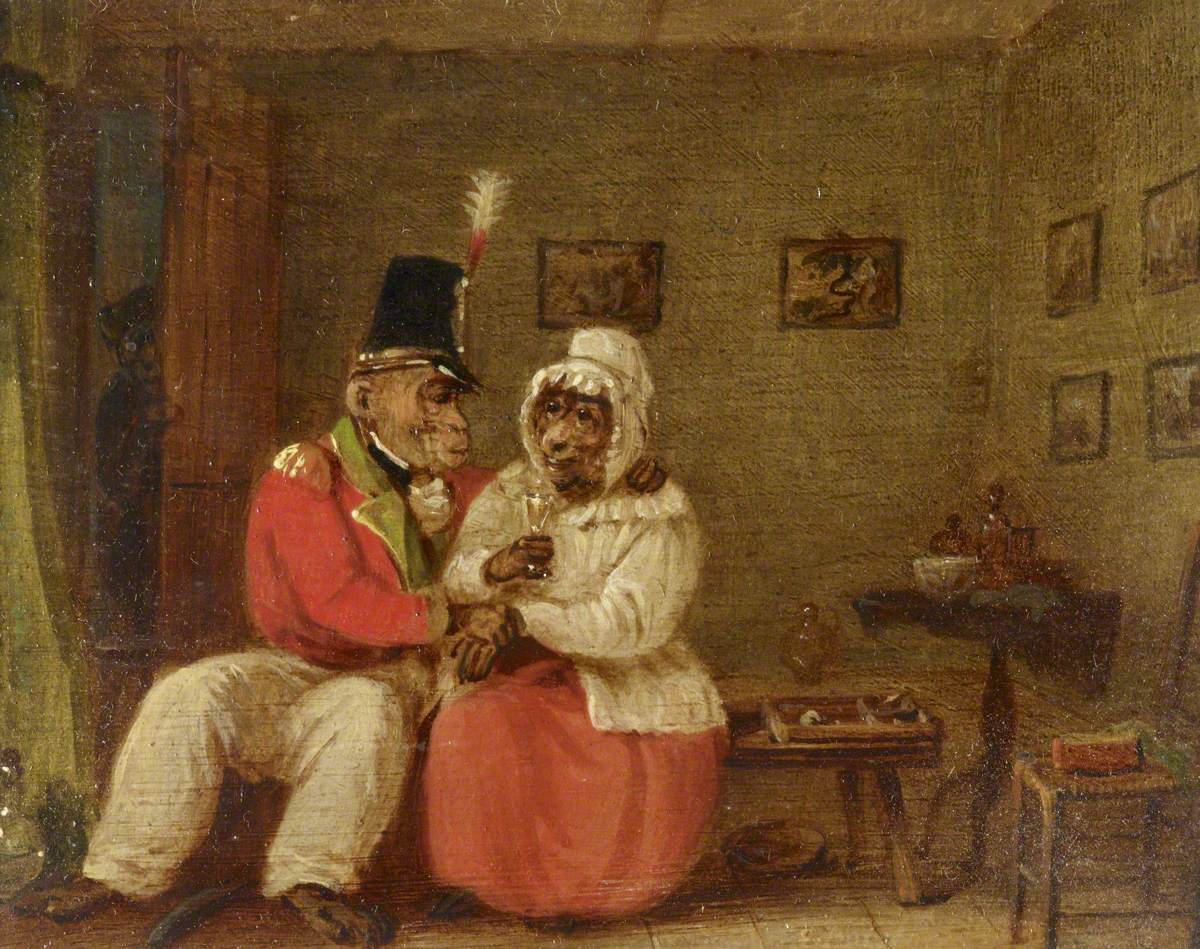
エドモンド・ブリストウ『向い合う2匹』(19世紀)
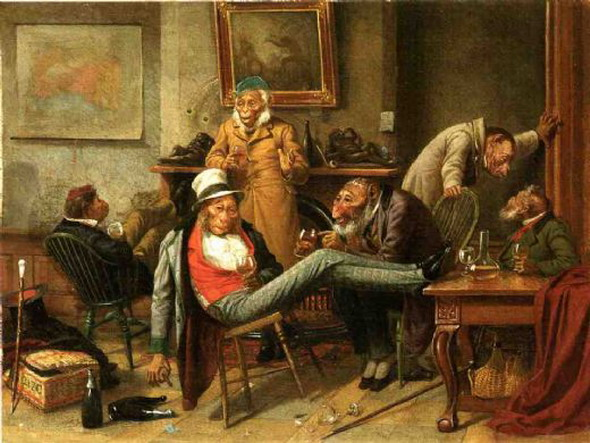
ウィリアム・ホルブルック・ビアード 「アダム以前(Pre-adamite)」(19世紀末)